# Robert Borg
Robert Borg, ameriški jahač in častnik, * 27. maj 1913, Filipini, † 5. april 2005.
Borg je bil jahač na poletnih olimpijskih igrah 1948.